# 泉夏子
泉 夏子（いずみ なつこ、1987年8月1日 - ）は、日本の元女子バレーボール選手である。

## 来歴
山口県山口市出身。実父がバレーボールクラブチーム監督や市バレーボール協会役員を歴任した人物で、夏子もその影響で小学3年からバレーボールを始める。高校は全国的な強豪校である県下の誠英高等学校に進学し、3年次には主将としてチームを春高バレーベスト4へ導いている。一方、2004年9月に開催されたアジアジュニア選手権では準優勝の原動力となり、自らもベストスコアラー・スパイク賞・サーブ賞に輝いた。2005年には全日本シニア代表候補メンバーに初選出される。同年の中国遠征に参加した。
2006年にVプレミアリーグのNECレッドロケッツに入団したが、成績は在籍3シーズンで出場セット数はわずか29セットにとどまった。NEC退団後、地元に戻り9人制クラブチームでプレーしたが、同年代の選手がプレミアリーグで活躍するのを目の当たりにして、6人制へのバレー熱が再燃し、2014年12月に岡山シーガルズのトライアウトを受け合格した。翌年2月、Vリーグ登録された。背番号は55で、野球選手で左の強打者である松井秀喜に肖った。
2015年2月7日の日立戦に途中出場し、6年ぶりのプレミア復帰を果たした。
2017年5月、岡山シーガルズは泉の退団を発表した。

## 球歴
- ジュニア代表 - 2004年
- シニア代表 - 2005年

## 所属チーム
- 白石スポーツ少年団[1]
- 防府市立右田中学校[1]
- 誠英高等学校[1]
- NECレッドロケッツ（2006-2009年）
- 岡山シーガルズ（2015-2017年）

## 受賞歴
- 2004年 - アジアジュニア選手権 ベストスコアラー・スパイク賞・サーブ賞

## 個人成績
Vプレミアリーグレギュラーラウンドにおける個人成績は下記の通り。
| シーズン | 所属 | 出場 | 出場   | アタック | アタック | アタック | アタック | ブロック | ブロック | サーブ | サーブ | サーブ | サーブ | レセプション | レセプション | 総得点 | 備考 |
| -------- | ---- | ---- | ------ | -------- | -------- | -------- | -------- | -------- | -------- | ------ | ------ | ------ | ------ | ------------ | ------------ | ------ | ---- |
| シーズン | 所属 | 試合 | セット | 打数     | 得点     | 決定率   | 効果率   | 決定     | /set     | 打数   | エース | 得点率 | 効果率 | 受数         | 成功率       | 総得点 | 備考 |
| 2006/07  | NEC  | 27   | 18     | 35       | 8        | 22.9%    | %        | 1        | 0.06     | 26     | 1      | 3.85%  | 7.7%   | 21           | 81.0%        | 10     |      |
| 2007/08  | NEC  | 14   | 11     | 63       | 24       | 38.1%    | %        | 2        | 0.18     | 32     | 2      | 6.25%  | 11.7%  | 51           | 41.2%        | 28     |      |
| 2008/09  | NEC  | 7    | 0      | 0        | 0        | 0.0%     | %        | 0        | 0.00     | 0      | 0      | 0.00%  | 0.0%   | 0            | 0.0%         | 0      |      |
| 2014/15  | 岡山 | 6    | 13     | 15       | 6        | 40.0%    | %        | 0        | 0.00     | 17     | 1      | 5.88%  | 7.6%   | 15           | 40%          | 7      |      |
| 2015/16  | 岡山 | 21   | 72     | 352      | 134      | 38.1%    | %        | 16       | 0.22     | 161    | 7      | 4.35%  | 11.4%  | 117          | 61.9%        | 157    |      |
| 2016/17  | 岡山 | 21   | 70     | 470      | 176      | 37.4%    | %        | 9        | 0.13     | 253    | 12     | %      | 11.8%  | 237          | 62.4%        | 197    |      |